# 글렌 호들
글렌 호들(영어: Glenn Hoddle, 1957년 10월 27일 ~ )은 잉글랜드의 전 축구 선수이자 현 축구 감독이다. 스윈던 타운, 첼시, 사우샘프턴, 토트넘 홋스퍼, 울버햄프턴 원더러스에서 감독 생활을 했으며 잉글랜드 축구 국가대표팀의 감독직을 맡아 1998년 FIFA 월드컵에 참가하기도 하였다.

## 경력
1975년 토트넘 홋스퍼에 입단했으며 같은 해에 리그전 데뷔를 장식했다. 1979-80 시즌에서는 19골을 기록하면서 최우수 신인 선수상을 수상했다. 1979년 11월 22일에 열린 불가리아와의 국가대표팀 경기에서 잉글랜드 대표로 데뷔하면서 첫 골을 기록했다. UEFA 유로 1980, 1982년 FIFA 월드컵에 참가했다.
그 뒤에도 토트넘 홋스퍼의 주전 선수로 활약하면서 1983-84 시즌에서는 UEFA컵 우승 타이틀을 차지했다. 1986년 FIFA 월드컵에서는 잉글랜드의 8강 진출을 이끌었다. 1987-88 시즌에서는 AS 모나코로 이적하면서 리그 우승을 경험했다. 서독에서 개최된 UEFA 유로 1988을 마지막으로 잉글랜드 대표팀에서 은퇴했다.
1991-92 시즌에서 잉글랜드 2부 리그에 참가하고 있던 스윈던 타운의 감독을 맡았으며 팀의 프리미어리그 승격을 이끌었다. 1993년에는 첼시 감독으로 임명되었으며 3년 동안 감독을 맡았다. 1994-95 시즌에서는 첼시의 UEFA 컵위너스컵 준결승 진출을 이끌었다. 1996년에는 테리 베너블스의 뒤를 이어 잉글랜드 축구 국가대표팀 역사상 최연소인 38세의 나이로 잉글랜드 축구 국가대표팀 감독을 맡았다.
프랑스에서 개최된 1998년 FIFA 월드컵에서 잉글랜드의 본선 진출을 이끌었으나 잉글랜드는 아르헨티나와의 16강전 경기에서 승부차기 끝에 패배하면서 탈락했다. 특히 대회 개막 이전에는 잉글랜드 대표팀의 중심 선수였던 폴 개스코인을 최종 명단에서 제외시키고 신앙 치료사인 에일린 드루어리(Eileen Drewery)를 코칭 스태프에 기용하여 논란을 빚기도 했다. 1999년 2월에는 영국의 신문 《타임스》(The Times)와의 인터뷰에서 "장애인은 전생에 지은 죄에 대한 형벌을 받고 있다."고 발언하여 토니 블레어 영국 총리, 토니 뱅크스 영국 체육부 장관으로부터 거센 비판을 받게 되자 잉글랜드 대표팀 감독직에서 사임했다.
2000년부터 2001년까지 사우샘프턴 감독을 역임했으며 2001년부터 2003년까지 토트넘 홋스퍼의 감독을 역임했다. 2003년부터 2006년까지 울버햄프턴 원더러스의 감독을 역임했다.
2007년에는 잉글랜드 축구 명예의 전당에 헌액되었다. 2008년 1월에는 스페인에 글렌 호들 아카데미(Glenn Hoddle Academy)를 설립했다.

## 수상

### 선수

#### 클럽
토트넘 홋스퍼
- UEFA 컵 (1): 1984
- FA컵 (2): 1981, 1982
- FA 채리티 실드 (1): 1981
- FA 채리티 실드 준우승 (1): 1982

AS 모나코
- 프랑스 1부 리그 (1): 1987-88
- 쿠프 드 프랑스 (1): 1991

#### 개인
- PFA 올해의 영 플레이어 (1): 1979–80
- PFA 풋볼 리그 2부 올해의 팀 (1): 1977–78
- PFA 풋볼 리그 1부 올해의 팀 (5): 1979–80, 1981–82, 1983–84, 1985–86, 1986–87
- 프랑스 1부 리그 올해의 외국인 선수 (1): 1987-88[8]
- 잉글랜드 축구 명예의 전당 (1): 2007

### 선수 겸 감독
스윈던 타운
- 풋볼 리그 디비전 1 플레이오프 (1): 1993

첼시
- FA컵 준우승 (1): 1994

### 감독

#### 클럽
토트넘 홋스퍼
- 워싱턴 컵 (1): 2001–02

#### 국가대표
잉글랜드
- 투르누아 드 프랑스 (1): 1997